# François Lafranca
François Lafranca (* 7. Juni 1943 in Valle Maggia, Tessin) ist ein Künstler in den Bereichen Malerei, Fotografie, Bildhauerei und Grafik.

## Leben
Lafranca wuchs in Valle Maggia auf und studierte 1958 für ein Jahr an der Schule für angewandte Kunst in Biel. Nach seiner Rückkehr nach Valle Maggia 1961 arbeitete er als Maler und Bildhauer und gründete mit 22 Jahren sein erstes Atelier für Handdrucktechniken, in dem er mit Künstlern wie Marcel Wyss, Jean Arp, Piero Dorazio, Enrico Castellani, Ben Nicholson, Mark Tobey und Arturo Bonfanti zusammen arbeitete.
1964 traf er seine erste Frau, Hedda Lafranca. Zusammen gründeten sie die Editions Lafranca (1965–1989). 1973 baute Lafranca eine verlassene Sägerei in Cerentino zu einer Papiermühle, Bildhauerwerkstätte und Graphikatelier um. 1997 traf Lafranca Franziska Kurth, zwei Jahre später kam die erste gemeinsame Tochter Alba und 2001 die zweite Tochter Line zur Welt.
Seit 1959 spielt Lafranca Banjo und ab 1983 Basssaxophon in einer eigenen Jazzband.

## Werk
Lafrancas Werk besteht aus Skulpturen, Gravuren, Aquarellen und Fotografien.

## Ausstellungen (Auswahl)

### Einzelausstellungen
- 1960: Atelier-Theater, Bern
- 1982: Wilhelm-Hack-Museum, Ludwigshafen
- 1984: Kunsthalle Mannheim
- 1986: Stadthaus, Uster
- 1990: Schützenhaus, Zofingen
- 1992: Place des terreaux, Lausanne
- 1993: Lazertis Galerie, Zürich
- 1995: Galerie Saka, Tokyo
- 1997: Herzog-August Bibliothek, Wolfenbüttel
- 1998: Leopold-Hoesch-Museum, Düren
- 1998: Forum, Rubigen
- 1999: Galerie AAA, Ascona
- 2000: Galerie Une, Neuenburg NE
- 2001: Musée des Beaux-Arts, Le Locle
- 2002: Lazertis Galerie, Zürich; Kunstreich, Bern
- 2003: Sebastian Fath Contemporary, Mannheim
- 2007: OLIVI Kunstreich, Bern
- 2014: Spazio Arauco, Minusio
- 2015: Ateliers Lafranca, Collinasca
- 2018: Museo Centovalli e Pedemonte, Intragna

### Gruppenausstellungen
- 2020: Bex & Arts Triennale de sculpture contemporaine
- 2020: Kunsthalle Mannheim «Drucken ohne Farbe»
- 2015: Gunma Museum of Art, Japan
- 2013–14:
  - Rong mit Gruppe Pinwu aus Hangzhou, China
  - Triennale di Milano
  - Villa Ciani, Lugano
  - Musée du Louvre, Paris
- 2006: Triennale der Skulptur, Bad Ragaz
- 1990: Musée Jenisch, Vevey
- 1987: Scultura Svizzera, Locarno
- 1985: Museo di Arte, Mendrisio
- 1984: Gutenberg Museum, Mainz
- 1980–82:
  - Bon a tirer, Aargauer Kunsthaus, Aarau
  - Museum Ulm
  - Wilhelm-Hack-Museum, Ludwigshafen
  - Kunsthalle zu Kiel
  - Lehmbruck-Museum, Duisburg
- 1969: Graphische Sammlung ETH, Zürich
- 1964: Il Cernobbio, Mailand

## Publikationen (Auswahl)
- 2015: François Lafranca - Opere su Carta - Sculture, Ausstellungskatalog Museum Intragna, Texte von Dalmazio Ambrosioni und Olivier Viret
- 2013: Rong Ausstellungskatalog, Mailand, Lugano und Paris, chinesische und englische Texte
- 2007: OLIVI-PUGLIA Ausstellungskatalog Kunstreich Bern, Text von François Lafranca
- 1998: Aquarelle, Photographien, Skulpturen, 26. September – 8. November 1998, Rubigen Häfeli
- 1998: François Lafranca, handgedruckter Katalog zur Ausstellung im Leopold-Hoesch-Museum, Düren
- 1990: Steinplastiken, Steinpapiere, Steindrucke 1985 – 1990, Ausstellungskatalog Schützenhaus Zofingen, Texte von Heinz Stalder, Villa Ramazzina, Verscio
- 1990: Ateliers Lafranca, Musée Jenisch Vevey, Text von Nicole Minder
- 1984: François Lafranca Ausstellungskatalog Kunsthalle Mannheim, Hrsg. Kunsthalle Mannheim
- 1983: Ben Nicholson, Etchings printed by François Lafranca, Text von Manfred Fath
- 1980: Bon a tirer, Hrsg. François Lafranca, Wilhelm - Lehmbruck - Museum, Duisburg, Texte von Heiny Widmer, Alberto Pedrazzini, Ximena de Angulo, François Lafranca